# Рогоносець (фільм)
Рогоносець (рос. Рогоносец) — радянський художній фільм 1990 року, знятий режисером Аркадієм Красільщиковим.

## Сюжет
Після п'ятнадцяти років щасливого сімейного життя дружина зрадила чоловікові. Для чоловіка це — справжня трагедія. Перед ним постають питання: як жити далі? Пробачити зраду чи ні? Чи можна продовжувати любити після зради? Важкі переживання призводять до того, що у чоловіка з'являється нав'язлива ідея — вбити кохану. Чоловікові навіть доводиться звернутися до психіатра...

## У ролях
- Віталій Соломін — чоловік, професор
- Олена Соловей — дружина коханця
- Галина Яцкіна — дружина
- Лев Лемке — лікар-психіатр
- Еммануїл Віторган — коханець'с
- Валентина Шендрікова — блондинка (озвучила Ольга Гаспарова)
- Анатолій Мамбетов — костолом (озвучив Володимир Ферапонтов)
- Борис Гусаков — приятель коханця

## Знімальна група
- Сценаріст та режисер-постановник: Аркадій Красільщиков
- Оператор-постановник: Віктор Крутін
- Композитор: Віктор Бабушкін
- Художник-постановник: Валентин Гідулянов
- Режисер: Лариса Певень
- Художник по костюмах: Віолетта Ткач
- Художник по гриму: Світлана Кучерявенко
- Монтажер: Тамара Прокопенко
- Звукооператор: Еммануїл Сігал
- Декоратор: Валерій Кохан
- Директор картини: Ф. Народицька